# رم‌جت

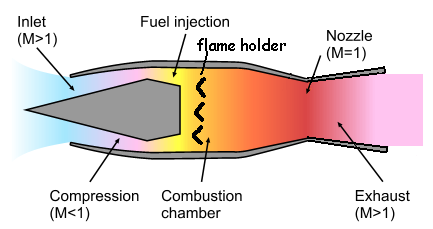
اصول کار رم‌جت

رَم‌جت (به انگلیسی: Ramjet) که گاهی به آن اتودید نیز گفته می‌شود (به معنای کانال ایرو-ترمودینامیکی)، نوعی موتور جت تنفس هوایی است که از حرکت رو به جلوی موتور برای فشرده سازی هوای ورودی استفاده می‌کند و فاقد کمپرسور محوری یا گریز از مرکزی است. از آنجا که رمجت در سرعت هوای صفر نمی‌تواند تراست (نیروی رانش) تولید کند، نمی‌توان از آن برای به حرکت درآوردن هواپیما از سرعت صفر استفاده کرد. در نتیجه، یک وسیله نقلیه مجهز به رمجت، برای بلند شدن از زمین (take-off) نیاز به موتوری کمکی مانند موتور راکت دارد، تا آن را به سرعتی برساند که رمجت بتواند تراست تولید کند. بیشترین کارایی موتورهای رمجت در سرعت‌هایی در محدوده ۳ ماخ (۳۷۰۰ کیلومتر بر ساعت) است. این نوع موتور برای سرعت‌هایی تا ماخ ۶ نیز کارایی دارد (۷۴۰۰ کیلومتر بر ساعت) به عبارتی این موتور ها با دریافت سرعت معینی از هوا به طور خودکار روشن میشوند(گاها روشن شدن موتور به دست کنترلر است).

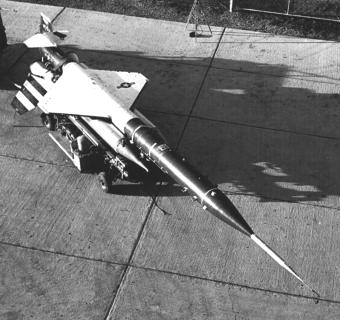
ای‌کیوام-۶۰ کینگفیشر اولین رمجت تولید انبوه شده در ارتش آمریکا بود.

رمجت‌ها به ویژه در کاربردهایی که به یک مکانیزم سرعت-بالای کوچک و ساده نیاز باشد، مانند موشک‌ها، می‌توانند بسیار مفید باشند. ایالات متحده آمریکا، کانادا و بریتانیا، از دهه ۱۹۶۰ به بعد، موشک‌هایی زیادی را با موتور رمجت توسعه دادند، از جمله موشک‌های CIM-10 Bomarc و Bloodhound. طراحان سلاح به دنبال استفاده از فناوری رمجت در گلوله‌های توپخانه برای افزایش برد هستند. تصور بر این است که یک گلوله خمپاره ۱۲۰ میلی‌متری در صورت کمک توسط رمجت می‌تواند به برد ۳۵ کیلومتری (۲۲ مایل) برسد. از رمجت‌ها همچنین به صورت موفقیت‌آمیزی، به عنوان تیپ جت، در نوک پره‌های هلیکوپتر استفاده شده‌است، هر چند این کار چندان بهینه نبوده‌است.
موتور های رم جت بدلیل سرعت کافی و بالا در قسمت های داخلی (پخش کن) متراکم میشوند و دما و فشار آنها بسیار بالا میرود ؛ چنین شرایطی ایجاب میکند که اکسید یا مخلوط سوخت و هوای اتمسفر باعث احتراق شده و نیروی رانش بسیار قابل توجهی را آزاد میکند.
اما از معایب موتور های رم جت هرچند با قدرت بالا و رانش بسیاری که تولید میکنند اما برای شروع پرواز و برخاستن و برای هواپیما های غیرنظامی یا با قدرت مانور پایین چه به عنوان موتور اصلی چه موتور ثالث به هیچ عنوان مناسب نیستند.
موتور های رم جت قطعه متحرکی ندارند از اینرو با موتور های پالس جت شباهت دارند. در بیشتر موشک ها برای سرعت های مافوق صوت بکار میروند ، استفاده از آنان به عنوان موتور های ثالث یا دوم معمول است.